# قالب الموقع
قالب الموقع باختصار: هو الهيكل العام الذي يظهر فيه الموقع للزائر وتظهر فيه محتويات الموقع التي لا تتعدى أن تكون (نصوص, صور ثابتة، صور متحركة, وصلات). وعند تنظيم هذه المحتويات داخل جداول أو صناديق بشكل معين وفقاً لما يتطلبه محتوى الموقع وذوق المصمم, يتكون لدينا قالب الموقع.
منذ ظهور مواقع الإنترنت، نشأت على فترات عدد من لغات وتقنيات وأدوات التصميم التي ساعدت مصممي المواقع على التحكم بأشكال وخصائص قوالب مواقعهم وطريقة توزيع المحتوى فيها, ولعل من أهم هذه اللغات والتقنيات حالياً (HTML, XHTML, CSS, JAVASCRIPT, AJAX), ومع الثورة الواسعة التي تحصل حالياً في عالم الإنترنت وتصميم المواقع, فان هذه التقنيات تتطور يوماً بعد يوم، كما ويتم ابتكار تقنيات أخرى جديدة وبشكل متسارع.

## كيف تحصل على قالب لموقعك
لكي يحصل أي صاحب موقع على قالب يلبي احتياجات موقعه, فأمامه ثلاث طرق رئيسية:
- القيام بتصميم قالب موقعه بنفسه وحسب ذوقه واحتياجاته، وهذا يتطلب منه إجادة التعامل مع تقنيات تصميم المواقع الآنفة الذكر, أو إجادة التعامل مع إحدى برامج تصميم المواقع المشهورة مثل (فرونت بيج، أو دريم ويفر...), والإنترنت مليئة بالدروس والكتب التي يمكن أن تجعل منك محترفاً بالتعامل مع هذه التقنيات والبرامج.
- الطلب من شركة تصميم مواقع أو مصمم خاص القيام بتصميم قالب خاص للموقع يناسب احتياجاته, بمقابل مادي.

## نصائح عامة عند اختيار قالب لموقعك
على صاحب الموقع الأخذ بعين الاعتبار الأمور التالية عند اختياره قالب موقعه:
- مناسبة القالب لمحتويات الموقع من ناحية التصميم.
- سهولة القرائة والوصول إلى جميع أجزاء القالب, وعدم اجبار الزائر على استخدام مشغلات وبرامج اضافية لتصفح القالب.
- تجنب كبر حجم القالب باثقاله بالصور الكبيرة الحجم ممى يؤدي إلى بطئ تحميله وتصفحه من قبل الزائر.
- سهولة التعديل والإضافة على القالب, وفصل التصميم عن المحتوى باستخدام تقنية CSS.
- موافقته للمعايير القياسية العالمية التي أقرتها منظمة رابطة الشبكة العالمية، لضمان وصول الزوار اليه وتصفحه بشكل سليم بغض النظر عن جهاز أو برنامج التصفح الذي يستخدمونه.